# Mistrzostwa Polski w Podnoszeniu Ciężarów 2000
Mistrzostwa Polski w Podnoszeniu Ciężarów 2000 – 70. edycja mistrzostw, która odbyła się w Ostrowie Mazowieckiej w dniu 20 maja 2000 roku. W mistrzostwach wystartowały również kobiety, dla których była to 7. edycja mistrzostw.

## Wyniki

### Mężczyźni
| Konkurencja: | Złoto:                                | Wynik               | Srebro:                               | Wynik             | Brąz:                               | Wynik             |
| 56 kg        | Tomasz Wałęsa Śląsk Wrocław           | 230 (102,5+127,5)   | Marcin Makarski LKS Terespol          | 225 (102,5+122,5) | Sławomir Ruszczyk Okęcie Warszawa   | 217,5 (90+127,5)  |
| 62 kg        | Marek Gorzelniak Śląsk Wrocław        | 265 (117,5+147,5)   | Bogusław Sanocki Polbut Przemyśl      | 262,5 (115+147,5) | Marek Łobacz AZS-AWF Biała Podlaska | 255 (115+140)     |
| 69 kg        | Wojciech Natusiewicz Okęcie Warszawa  | 295 (127,5+167,5)   | Sebastian Waga WLKS Siedlce           | 292,5 (135+157,5) | Andrzej Petryszyn Śląsk Wrocław     | 287,5 (130+157,5) |
| 77 kg        | Włodzimierz Chlebosz Śląsk Wrocław    | 332,5 (150,5+182,5) | Jerzy Jaśniak Włókniarz Konstantynów  | 330 (145+185)     | Piotr Marlęga Mazovia Ciechanów     | 322,5 (142,5+180) |
| 85 kg        | Andrzej Cofalik KORiS Tarnowskie Góry | 362,5 (160+202,5)   | Krzysztof Siemion Budowlani Opole     | 360 (162,5+197,5) | Mariusz Rytkowski Mazovia Ciechanów | 360 (165+195)     |
| 94 kg        | Szymon Kołecki Budowlani Opole        | 412,5 (177,5+235)   | Ireneusz Chełmowski Zawisza Bydgoszcz | 375 (160+215)     | Tomasz Wcisłak WLKS Siedlce         | 372,5 (172,5+200) |
| 105 kg       | Robert Dołęga WLKS Siedlce            | 407,5 (180+227,5)   | Grzegorz Kleszcz Budowlani Opole      | 400 (180+220)     | Krzysztof Niemczuk LKS Terespol     | 370 (165+205)     |
| +105 kg      | Paweł Najdek Legia Warszawa           | 415 (180+235)       | Mariusz Jędra Śląsk Wrocław           | 390 (170+220)     | Piotr Wysocki Zawisza Bydgoszcz     | 380 (170+210)     |

### Kobiety
| Konkurencja: | Złoto:                                | Wynik            | Srebro:                                     | Wynik           | Brąz:                                    | Wynik           |
| 48 kg        | Katarzyna Zielińska Promień Opalenica | 120 (50+70)      | Alicja Frączyk AKS Białogard                | 112,5 (50+62,5) | Monika Olszewska Start Maków Mazowiecki  | 102,5 (45+57,5) |
| 53 kg        | Nina Szamota Grom Więcbork            | 155 (70+85)      | Barbara Sachmacińska Mazovia Ciechanów      | 155 (70+85)     | Anna Smosarska Mazovia Ciechanów         | 122,5 (52,5+70) |
| 58 kg        | Marieta Gotfryd MKS Oława             | 205 (95+110)     | Aleksandra Klejnowska WLKS Siedlce          | 190 (80+110)    | Anna Pakowska Start Piotrków Trybunalski | 150 (62,5+87,5) |
| 63 kg        | Marta Wawak Góral Żywiec              | 170 (75+95)      | Kamila Kwas Zawisza Bydgoszcz               | 170 (77,5+92,5) | Magdalena Jaciuk WLKS Siedlce            | 167,5 (70+97,5) |
| 69 kg        | Ewa Kuraś LKS Bartoszyce              | 197,5 (85+112,5) | Ewelina Iwańska AKS Myślibórz               | 155 (70+85)     | Monika Kałas AZS-AWF Biała Podlaska      | 137,5 (62,5+75) |
| 75 kg        | Beata Prei Grom Więcbork              | 212,5 (92,5+120) | Iwona Mikołajczewska Start Maków Mazowiecki | 180 (85+95)     | Dorota Życzkowska OSiR Strzelin          | 145 (65+80)     |
| +75 kg       | Agata Wróbel Góral Żywiec             | 270 (125+145)    | Agata Mika WLKS Siedlce                     | 162,5 (72,5+90) | Agnieszka Wielebska Promień Opalenica    | 137,5 (62,5+70) |